# Соск
Соск (на гръцки: Σωσκός, Соскос) е средновековен град, разположен край кожанското село Фрурио (Низиско), Егейска Македония, Гърция.

## История
Соск е обитаван от X до XIV век. Тук е седалището на българския цар Гаврил Радомир в началото на XI век. Император Василий II Българоубиец, след разгрома на българската държава в 1018 година, заповядва Соск да бъде разрушен. Споменат е и в V книга на „Алексиада“ на Ана Комнина в XII век, когато описва конфликта на Византия с норманите на Боемунд: „Същият Боемунд нахлу в Охрид, поканен от неговите жители. Той остава там за известно време и си тръгна с празни ръце и минавайки през Соск пристигна в Бер през Сервия“. По време на епирската власт в района (1204-1259) Соск е седалище на тема. Градът два пъти е споменат от Георги Акрополит. В 1334 година градът е даден на Сфранцес Палеолог.

## Идентификация
Останките на града са на два километра западно от Фрурио (Низиско) на скала над река Бистрица (Алиакмонас).
Идентификацията на Соск с крепостта при Фрурио не се споделя от всички историци. Василики Кравари поставя на града-крепост някъде между Воден, Бер, Костур и Острово до Сервия. Спиропулос смята, че е северозападно от Бер. Томо Томоски го идентифицира с укреплението Град над село Катраница (Пирги), Кайлярско.